# Estación de Alcantarilla
Alcantarilla-Villa fue una estación ferroviaria de paso situada en el barrio de San Roque de Alcantarilla, en la Región de Murcia, que daba servicio ferroviario al núcleo urbano de esta localidad.
En 2002 el Ministerio de Fomento decide cerrar el despacho de venta de billetes de largo recorrido, manteniendo hasta 2012 parada de dos trenes Talgo en servicio Altaria cada día.

## Historia
Una Real Orden de 24 de diciembre de 1860, firmada por Isabel II, autoriza la construcción del tramo que uniría el municipio albaceteño de Chinchilla de Montearagón con Cartagena, prolongándose más tarde hasta Escombreras, y dando lugar así al eje Madrid-Cartagena.
De esta primera época se tienen menos datos, aunque se sabe que por aquel entonces la línea era explotada por MZA y los trenes ya hacían parada en Alcantarilla, aunque no existía el edificio de la actual estación.
Es a partir de 1890 cuando el municipio se convierte en un nudo ferroviario de primer orden como cabecera de la línea Alcantarilla-Lorca, aunque bien es cierto que este servicio lo prestaba la antigua estación de Alcantarilla-Campoamor, situada a medio kilómetro y derribada recientemente. Sin embargo, la construcción de esta línea, también de explotación privada, así como la unión de ambas hacia Murcia y Andalucía, propició que las vías formaran un triángulo conocido hasta hace poco como "Entrevías".
A principios del siglo XX, el nudo ferroviario y la floreciente industria local, hacen necesaria la construcción de una terminal de viajeros y otra de cargas. Se hacen siguiendo el estilo modernista de la época, resultando así un edificio de una sola altura con forma de hueso, es decir, con los extremos más anchos. La cubierta es a dos aguas en la parte central y a tres en los extremos. En el interior, en la parte central, se ubica el vestíbulo de la estación, donde se encuentran las consignas; un kiosko, que también da al andén; la cabina de teléfono; las butacas de espera; el acceso a cafetería y el ventanuco de venta de billetes. En el extremo izquierdo está la cafetería y en el derecho el Gabinete de Circulación y la Jefatura de Estación. A los retretes se accede desde el andén, y están en el ala derecha también.
Durante gran parte del siglo XX fue un importante núcleo de transportes ya que contaba con terminal de viajeros, rotonda giratoria para las locomotoras y trenes no reversibles. Un ramal entraba hasta la extinta fábrica de Galindo.
Contiguos al edificio de viajeros se construyeron dos edificios auxiliares más; uno, a la derecha, como terminal de cargas, siguiendo el estilo de las demás terminales de la línea y con muelle tren-camión; el otro, a la izquierda, para uso de Correos.

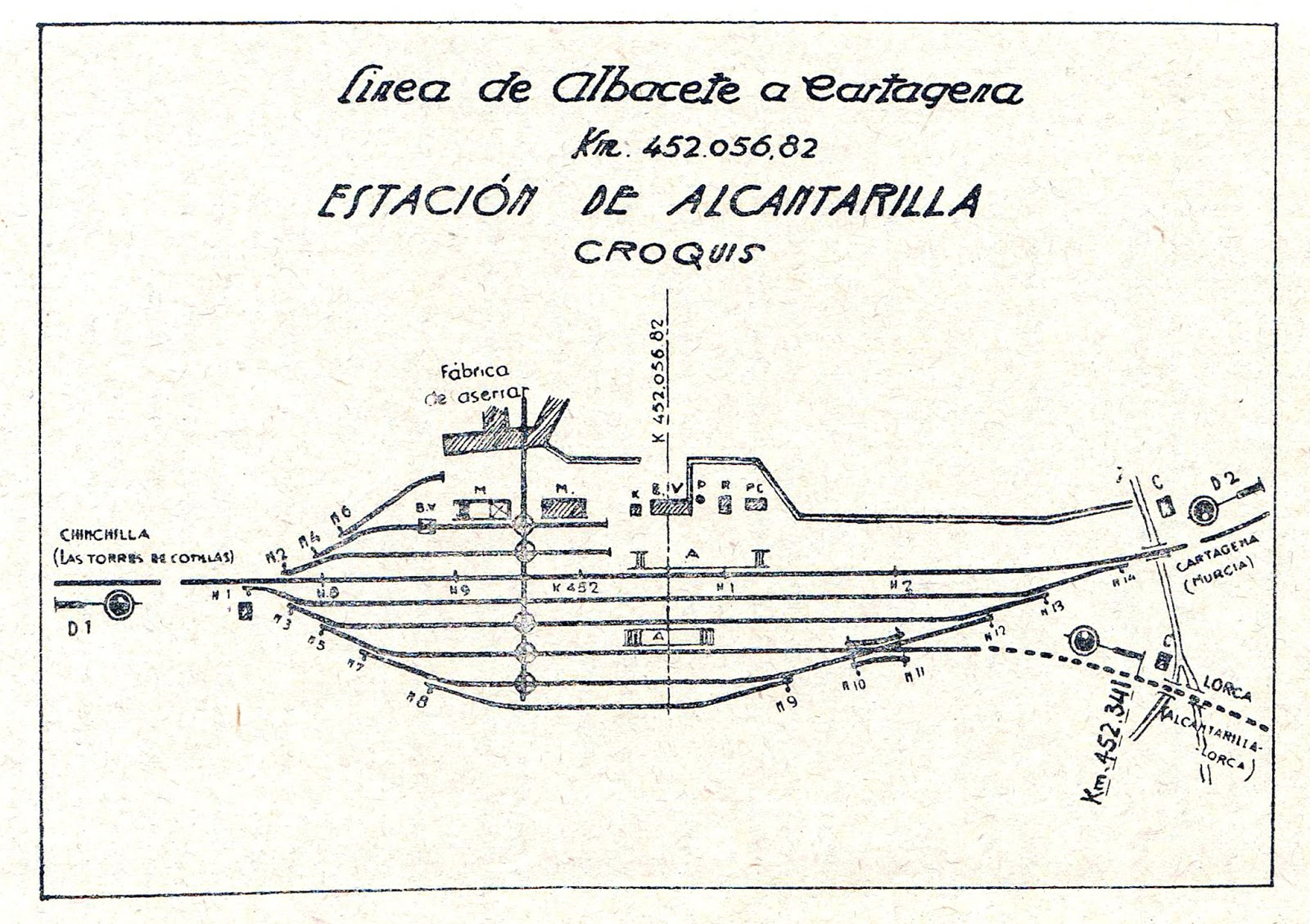
Plano de vías de la estación de Alcantarilla-Villa. En el lado derecho se observa el desdoblamiento de la línea.

En 1923 se apeó de un tren en su andén principal S.M. Alfonso XIII de España, quién fue recibido por la Corporación Municipal y la práctica totalidad del pueblo que se agolpó para tal acontecimiento. Después el Rey continuó viaje a Cartagena. Antes ya lo hizo su padre, Alfonso XII el Pacificador, un 20 de octubre de 1870, si bien no existía la estación actual sino unas instalaciones anteriores.
En 1941 pasó a titularidad pública de la recién creada RENFE y, desde 2004 hasta 2012 la gestionó Adif.  
El andén principal, que da servicio a la vía 1, se cubre con una marquesina en hierro forjado de color gris. A él también daba el quiosco (hoy cerrado) y tuvo un reloj típico de las estaciones españolas y tuvo también la placa del Instituto Geográfico Nacional que expone la altura sobre el nivel del mar. Frente a éste se construyeron dos andenes de viajeros más para dar servicio a las restantes vías.

## La estación actualmente
En 2002 el Ministerio de Fomento decide cerrar todas las estaciones que no resultaran rentables, suprimiendo además la parada de trenes con el pretexto de hacer más ágiles los servicios ferroviarios, que desde entonces sólo pararían en las capitales de provincia y grandes núcleos urbanos. Actualmente, esta estación de estilo arquitectónico modernista de finales del siglo XIX y comienzos del XX, está abandonada, oscura y vandalizada. Y el barrio, marginal. La placa del Instituto Geográfico Nacional, y el característico reloj han sido robados (algo que se echaría en falta en un futuro Museo del Ferrocarril en la ciudad de Alcantarilla, de tanta historia de esplendor ferroviario).
Enfrente de la estación hay otro edificio modernista, la casa de José María Precioso, que es uno de los principales símbolos del inicio de la tradición conservera en Alcantarilla a principios del siglo XX, y todo un icono de la Revolución Industrial,  La edificación modernista, también vandalizada y de estado de ruina, a pesar de las promesas del Ayuntamiento de rehabilitarla con las ayudas que recibió de la Comunidad Autónoma de Murcia, y de la Unión Europea. Los alrededores se utilizan para tirar excrementos de animales, en definitiva, la zona entera de Entrevías-Norte, a pesar de ser centro ferroviario hace poco tiempo, está actualmente en proceso de fuerte marginalidad.

### Próxima supresión del paso a nivel
A la futura llegada de la Alta Velocidad a Murcia, la variante para sacar el tren del centro de Alcantarilla pondrá fin a décadas de división del pueblo en dos, lo que acarrea el cierre de la estación, o su futuro uso como estación del tranvía de Murcia, dando comienzo al desarrollo del "Parque Lineal" verde que anunciaba el consistorio hace más de una década, incluso repartiendo DVD a la población.
Durante mucho tiempo la zona ha sido un lugar de paso muy frecuentado entre barrios, sobre todo para ir a los mercados semanales de los miércoles en la localidad. De momento se ha vallado la zona para "mejorar" la accesibilidad, logrando el efecto contrario, para mayor peligro y molestias de los vecinos que diariamente cruzan por el paso, aunque esté vallado.

## Rehabilitación y futuro "Gran Parque Lineal"

Red de alta velocidad actualmente en servicio, en construcción o en estudio (enero de 2011).

El gobierno de la Región de Murcia, y el Ayuntamiento de Alcantarilla, ante la futura supresión de las vías del tren, llevan años publicitando una supuesta rehabilitación del lugar, situado en el centro de Alcantarilla, lo que sería una gran zona verde llamada "Parque Lineal", que discurriría desde el barrio de Las Tejeras hasta el paraje del Agua Salá, vertebrando Alcantarilla.
En esa franja, que pretendería ser el "pulmón verde" del centro del pueblo, también se rehabilitaría la estación y la "Casa de José María Precioso", edificio de titularidad municipal de principios del siglo XX, dentro del programa de recuperación de edificaciones con interés histórico–artístico.

A pesar del gran gasto municipal y regional en publicitar esos supuestos proyectos, a fecha de hoy no se ha cumplido ese proyecto en ninguna zona del barrio.

### Museo del ferrocarril
Como homenaje a la larga tradición ferroviaria que hizo a la ciudad de Alcantarilla ser un importante nudo de comunicaciones por tren, se ha propuesto la reutilización de la Estación y Hangares anexos de RENFE en un Museo del Ferrocarril. En el Concurso de Ideas del Ayuntamiento de Alcantarilla, se propone un uso retroactivo de la estación, convirtiéndose en un futuro intercambiador, con aparcabicicletas públicas y privadas, y con apeadero del futuro tranvía que une Alcantarilla con Murcia (ver tranvía de Murcia. En el recinto ferroviario también se rehabilitará la Casa de José María Precioso para una biblioteca con sala de estudios y acceso a Internet, o para albergar todo el importante legado de cuadros, esculturas, libros y demás enseres de gran valor cultural, histórico, artístico y económico donados al pueblo de Alcantarilla por el escritor, dramaturgo y poeta alcantarillero, Manuel Muñoz Hidalgo. A día de hoy ninguno de estos proyectos está en ejecución.